# 久喜インターチェンジ
久喜インターチェンジ（くきインターチェンジ）は、埼玉県久喜市江面にある、東北自動車道のインターチェンジである。
このICを境に、川口JCT方面は道路照明灯による連続照明が行われる。

## 道路
- E4 東北自動車道（4番）
- 埼玉県道3号さいたま栗橋線

国道4号は埼玉県道3号さいたま栗橋線、国道125号を経由しアクセスする。

## 料金所
- ブース数：10

### 入口
- ブース数：4
  - ETC専用：1
  - ETC/一般：1
  - 一般：2

### 出口
- ブース数：6
  - ETC専用：2
  - ETC/一般：2
  - 一般：2

## 周辺
- 久喜駅
- 久喜市役所
- 埼玉県立久喜図書館
- NHK菖蒲久喜ラジオ放送所
- 久喜菖蒲工業団地
- 白岡工業団地
- 久喜市総合運動公園
- 清久工業団地
- 久喜警察署
- 埼玉東部消防組合本部・久喜消防署
- 森のせせらぎ なごみ

## 隣
E4 東北自動車道
(3)岩槻IC - (3-1)蓮田SA/SIC - (3-2)久喜白岡JCT - (4)久喜IC - (5)加須IC